# 門永昇平
門永 昇平（かどなが しょうへい、明治元年（1868年）6月1日 - 没年不明）は日本の実業家、政治家。鳥取県西伯郡境町中屈指の豪商。元境町会議員。

## 経歴
鳥取県西伯郡上道村（現境港市上道町）出身。厳父浅重の二男。
弱冠にして実家の業務を扶け大に商業の経験を積み明治23年（1890年）8月境町に分家し、始め酒類販売及び砂糖商を開き一意専心業務に力めたことにより、日増しに繁栄に向かい資産増殖する。

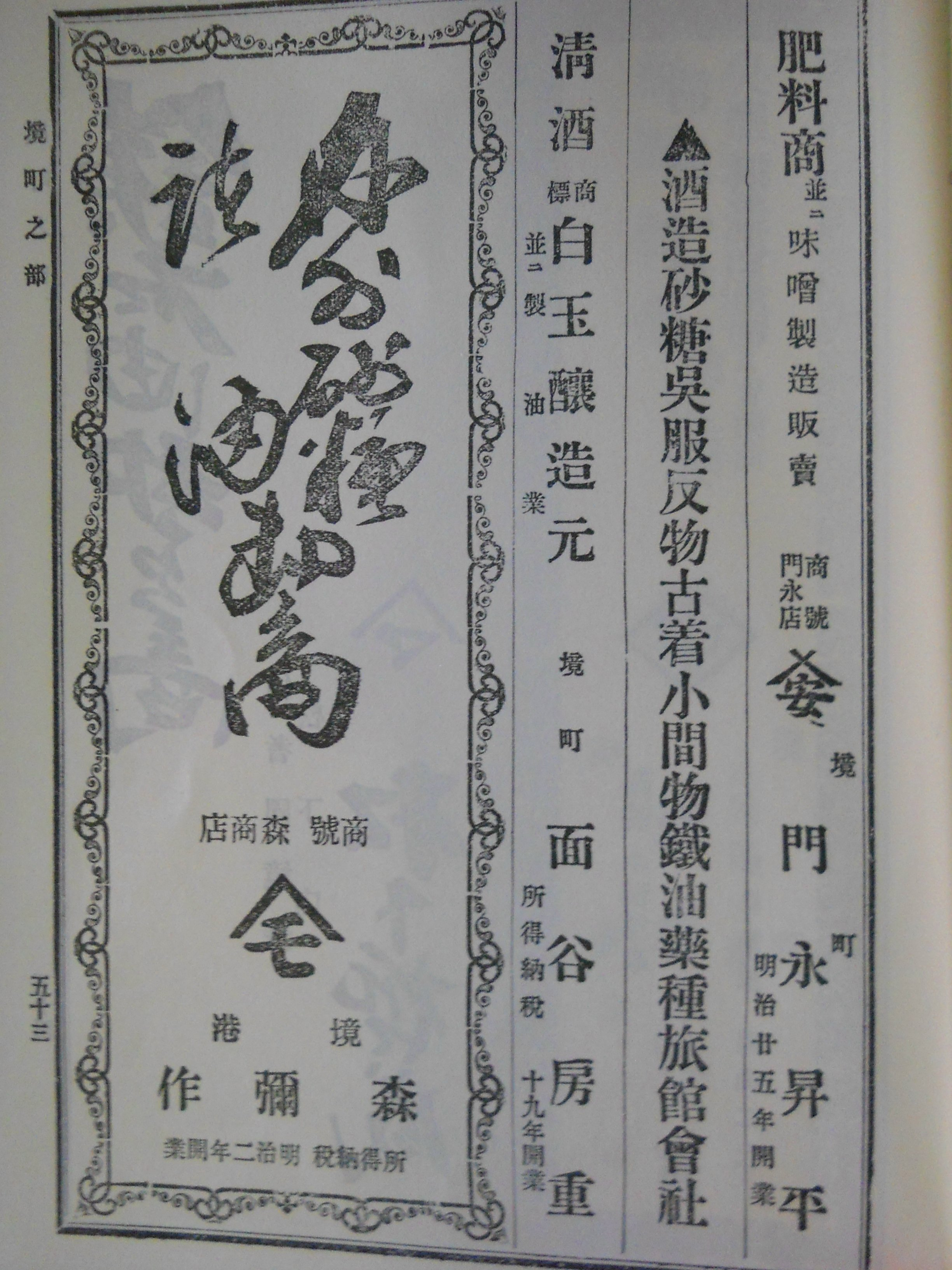
『帝國實業名鑑』より

従来の家業を廃し質屋肥料商を開く。明治33年（1900年）実に壮観なる家宅を新築する。